# Little Colorado River
Der Little Colorado River ist ein linker Nebenfluss des Colorado Rivers im US-Bundesstaat Arizona. Er weist eine Länge von 544 km auf. Der Fluss ist die Hauptentwässerung der Wüste Painted Desert, deren südwestliche Grenze er bildet, und durchfließt die Navajo Nation, das Indianerreservat der Navajo. Er fließt in nordwestlicher Richtung durch eine Vielzahl von tiefen Schluchten, vorbei an den Städten St. Johns, Holbrook und Winslow im Navajo County und Coconino County.
Sein Unterlauf ist der einzige unverbaute Teil im Mittellauf des Colorado-Flusssystems und der letzte Lebensraum des Fisches Gila cypha aus der Familie der Karpfenfische, einer der am meisten vom Aussterben bedrohten Tierarten der Vereinigten Staaten.
Weitere Namen sind Río Colorado Chiquito auf Spanisch, Paayu in der Hopi-Sprache und Tółchíʼíkooh in Navajo.

## Verlauf
Der Fluss entsteht auf 2548 m in den White Mountains beim Zusammenfluss von West Fork Colorado River von links und East Fork Colorado River von rechts im Apache National Forest bei Greer im Coconino County. Gleich darauf wird der Fluss zum Stausee River Reservoir gestaut. Er fließt kurz nach Nordwesten, danach nach Nordosten bis Springerville. Hier mündet von rechts der Nutrioso Creek, bevor er nun meist nach Nordnordwest fließt, während in wenigen Kilometern Abstand der US 189 folgt.
Der Little Colorado River wird 16 km südlich St. Johns zum Lyman Lake gestaut. Er erreicht nach dem Stausee St. Johns und unterquert den US 191, bevor er ins Hunt Valley eintritt. Er unterquert den US 180 zweimal, ehe er Holbrook erreicht.
Der Fluss mündet auf 823 m rund 115 km nördlich von Flagstaff im Grand Canyon und dem Grand-Canyon-Nationalpark von links in den Colorado River.

### Namensvarianten
Nach den Angaben im Geographic Names Information System des United States Geological Survey war der Little Colorado River unter mehreren anderen Namen bekannt:
| - Chiquito - Collorado - Colorado - Colorado Chiquita - Colorado - Flax | - Flax River - Little Colorado - Rio Colorado - Rio de Lino - Tol-Chaco |